# Escadron d'instruction en vol 2/12 Picardie
L'escadron d'instruction en vol 2/12 Picardie est une unité de formation de l'armée de l'air française faisant partie de l'École de pilotage de l'Armée de l'air de Cognac. Elle est équipée de Grob G 120A.

## Historique

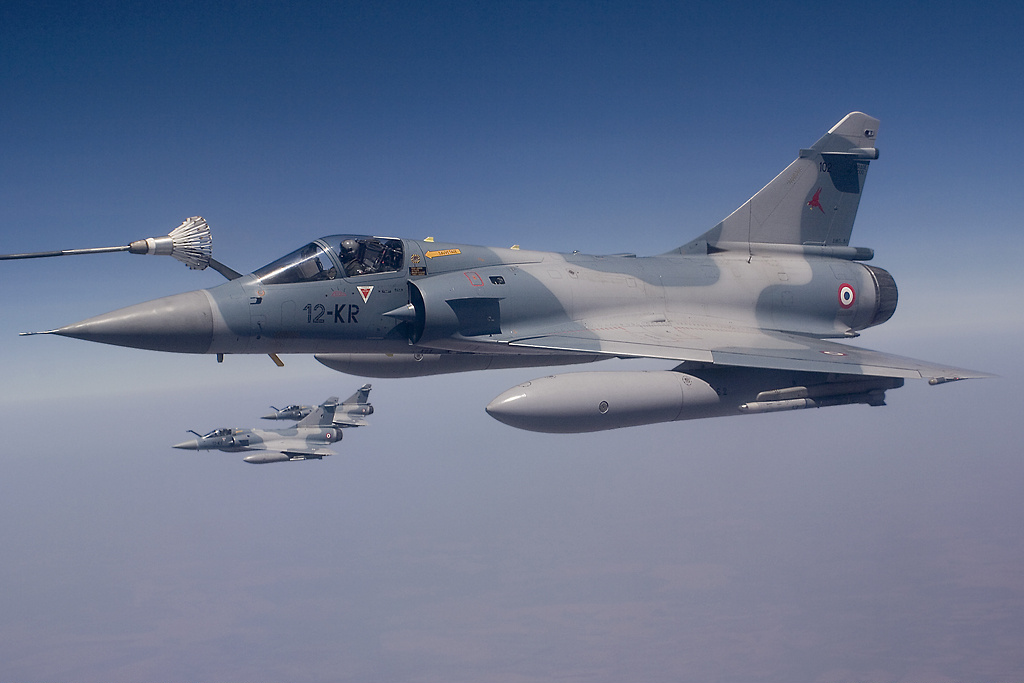
Trois Mirage 2000C du 2/12 Picardie lors de l'exercice de combat aérien Cruzeiro do Sul en Amérique du Sud en 2006.

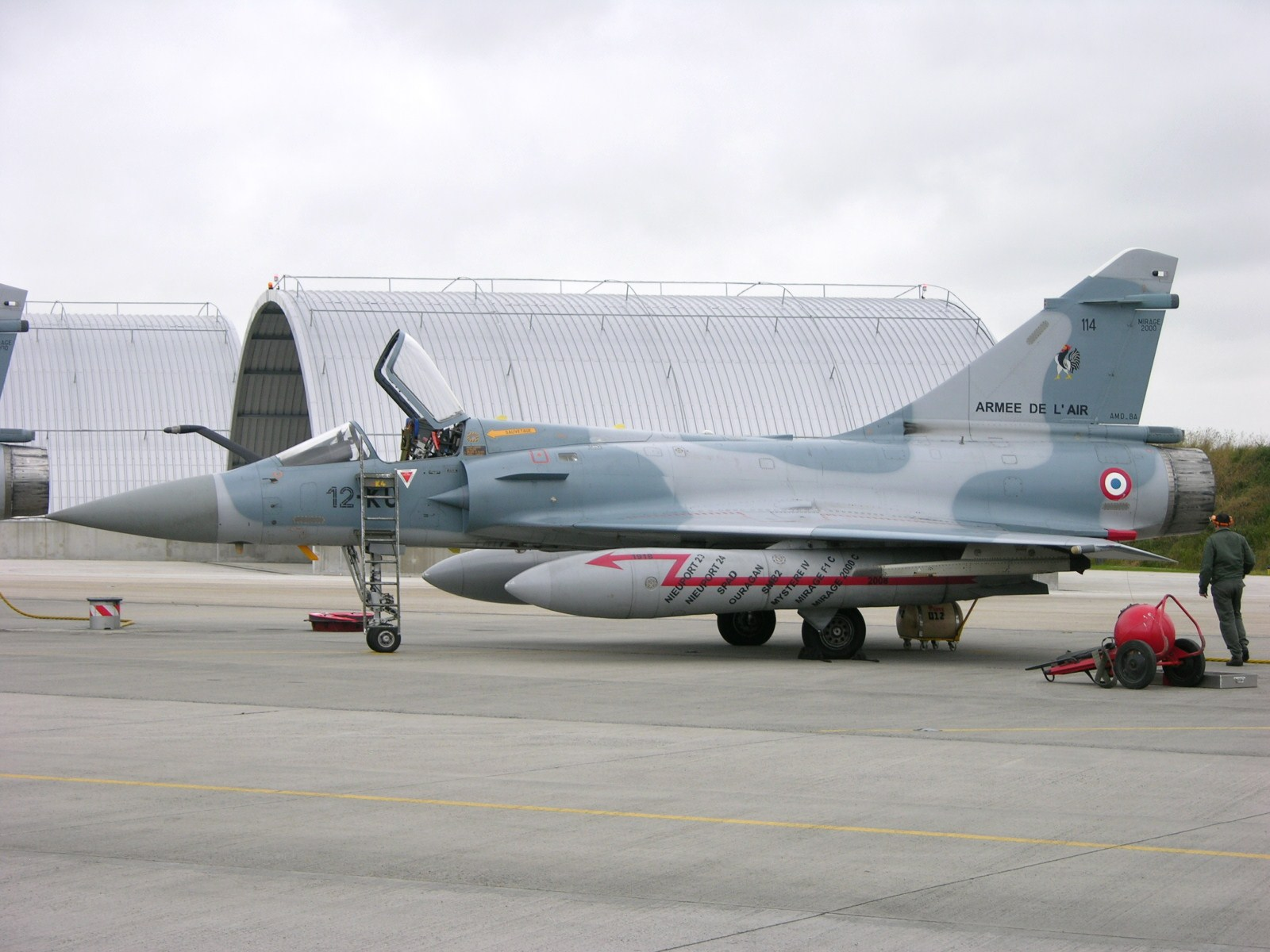
Un Mirage 2000C sur la BAN Landivisiau en 2008.

L'EC 2/12 Picardie a été créé officiellement le 1er mai 1954 et se met en place le 15 juin suivant sur la Base aérienne 103 Cambrai-Epinoy. Constitué des escadrilles SPA 173 et SPA 172, il est d'abord équipé de MD 450 Ouragan puis de Mystère IV. L'escadron est cependant dissous le 1er novembre 1957.
Le 1er juin 1980, l'EC 2/12 Picardie est reconstitué et équipé de Mirage F1. Quelques années plus tard, il participe aux opérations Manta et Epervier au Tchad, puis est déployé au Qatar lors de la Guerre du Golfe (1990-1991).
En septembre 1992, l'escadron est opérationnel sur Mirage 2000C/RDI. Il participe aux opérations d'interdiction de survol en Irak et en Bosnie-Herzégovine.  reçoit une troisième escadrille en septembre 1996 (SPA 90).
L'EC 2/12 Picardie est dissous le 7 juillet 2009.
Les traditions du 2/12 Picardie ont été reprises le 15 mai 2014 par l'EIV 2/12 Picardie de la base de Cognac.

## Escadrilles

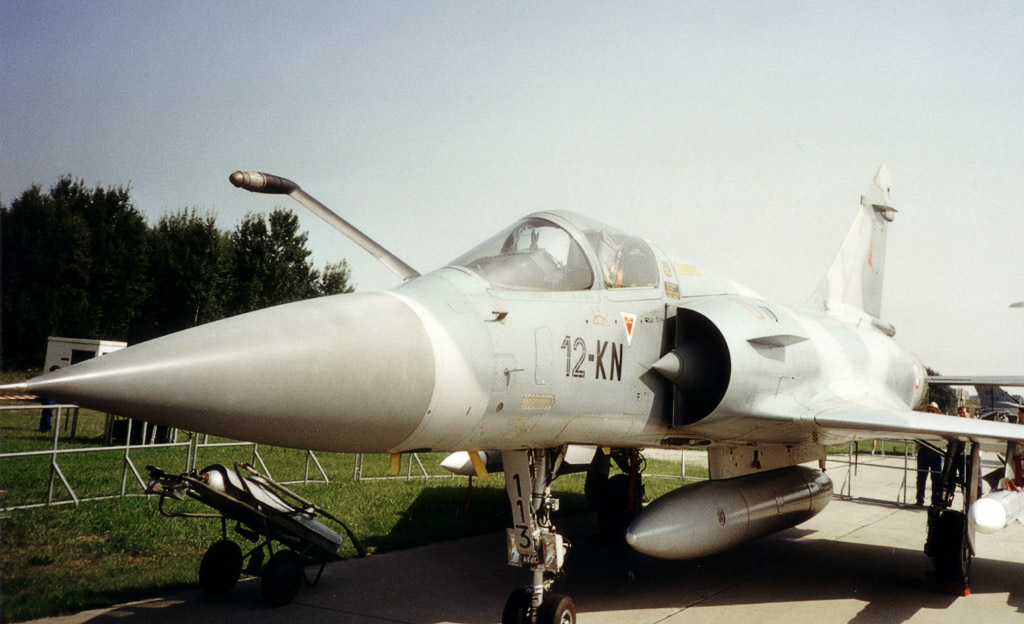
Un Mirage 2000 de l'EC 2/12 Picardie

- SPA 173 Oiseau de paradis
- SPA 172 Perroquet rouge
- EALA 9/72 Petit Prince

## Bases
- Base aérienne 103 Cambrai-Epinoy (1954-2009)
- Base aérienne 709 Cognac-Châteaubernard (depuis 2014)

## Appareils

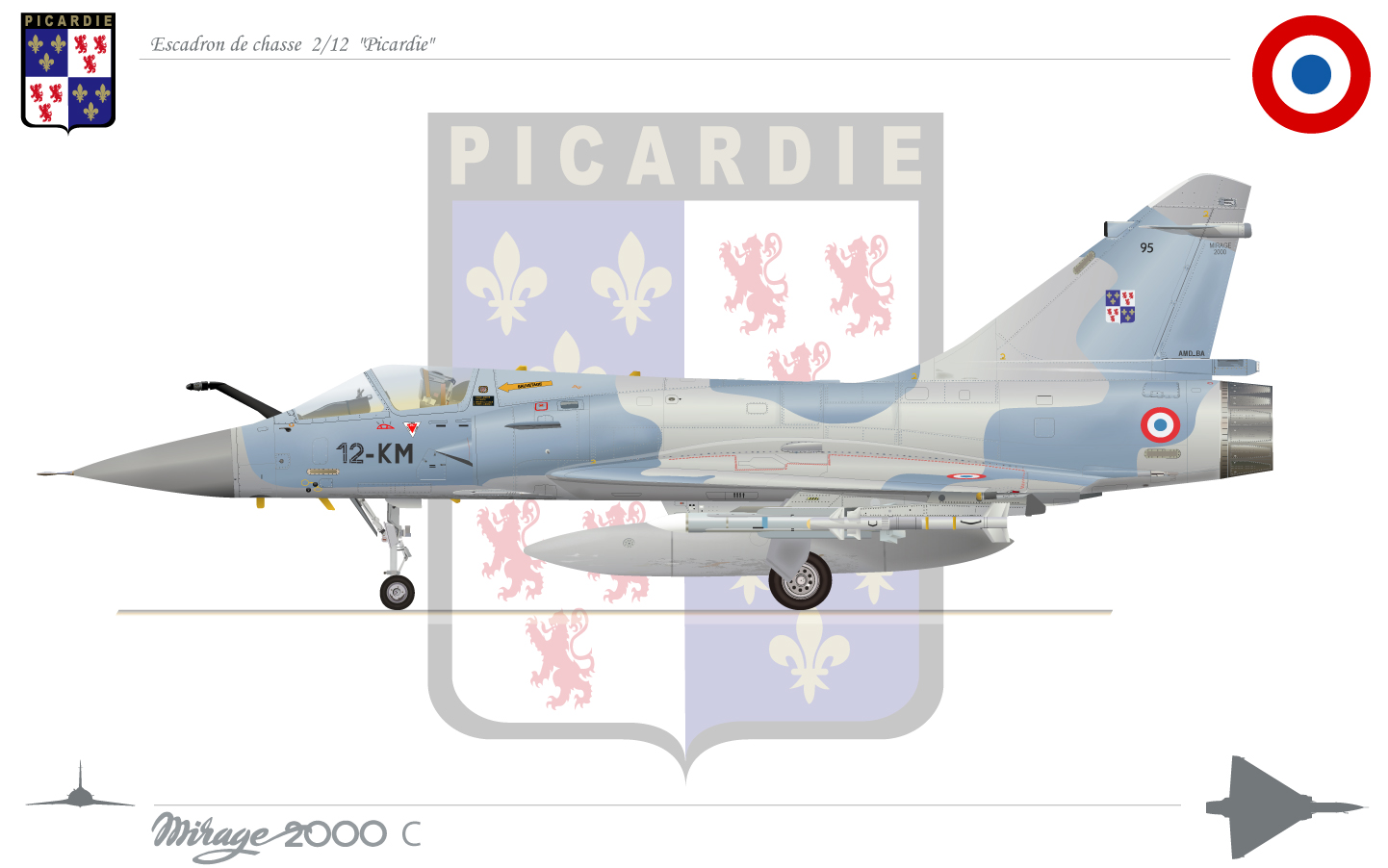
Mirage 2000 C RDI "escadron Picardie"

- Dassault Ouragan (1954-1955)
- Dassault Mystère IV (1955-1957)
- Dassault Mirage F1 (1980-1993)
- Dassault Mirage 2000 (1993-2009)
- Socata TB-30 Epsilon (5 juillet 2012 - 2019)
- Grob G 120A (depuis le 5 juillet 2012)